# Partido judicial de Albarracín
El partido judicial de Albarracín fue un partido judicial que abarcaba el suroeste de la provincia de Teruel.
Creado en 1834 como parte de la configuración del Estado liberal en España, se trataba de una subdivisión de la recién creada provincia. Como parte del deseo de reorganizar el estado en oposición a las instituciones del antiguo régimen, se generó sin respetar divisiones preexistentes. Así, además de agrupar a la zona de la antigua comunidad de aldeas de Albarracín, incluyó zonas de la comunidad de aldeas de Teruel y de la comunidad de aldeas de Daroca, cubriendo todo el valle del Jiloca.
Su territorio incluía:
| Aguatón Alba del Campo Albarracín Almohaja Alobras Bezas Bronchales Bueña Calomarde Cella El Cuervo | Frías de Albarracín Gea de Albarracín Griegos Guadalaviar Jabaloyas Monterde de Albarracín Moscardón Noguera Ojos Negros Orihuela Peracense | Pozondón Ródenas Arroyofrío Royuela Saldón Santa Eulalia del Campo Singra Terriente Toril Tormón Torrelacárcel | Torremocha Torres de Albarracín Tramacastilla Valdecuenca El Vallecillo Veguillas de la Sierra Villafranca del Campo Villar del Cobo Villar del Salz Villarquemado |

Como parte del éxodo rural que acompañó al desarrollismo español en las décadas de 1950 y 1960, muchas de las localidades del partido perdieron población. En 1955, Ojos Negros pidió su incorporación al partido judicial de Calamocha y en 1965 el resto del partido de Albarracín fue incorporado al partido judicial de Teruel dentro de la reforma de los partidos judiciales en España.